# Аскарабад (Астара)
Аскарабад (перс. عسكراباد) — село в Ірані, у дегестані Вірмуні, у Центральному бахші, шагрестані Астара остану Ґілян. За даними перепису 2006 року, його населення становило 137 осіб, що проживали у складі 35 сімей.